# Relativitetsteori
Relativitetsteorien er et sæt af to teorier i fysik: den specielle relativitetsteori og den generelle relativitetsteori udviklet af Albert Einstein.

## Den specielle relativitetsteori
Den specielle relativitetsteori blev publiceret i 1905 og handler om sammenhængen mellem observationer i inertialsystemer der er i jævn bevægelse i forhold til hinanden. Teorien bygger på nogle få forudsætninger:
1. lysets hastighed i vakuum er uafhængig af inertialsystemernes bevægelse
2. fysikkens love er ens i alle inertialsystemer (Det specielle relativitetsprincip)
3. årsagssammenhængen er bevaret: virkningen følger altid en årsag

Før den specielle relativitetsteori var Galilei-transformationen den grundlæggelse transformation mellem inertialsystemer. Den stemte dog ikke overens med Einsteins postulat om lysets invariants og måtte derfor revideres. Det blev den med Lorentz-transformationen.
Postulaterne medførte, at samtidighed, tid og længde blev relativt. Tid og længde kan beskrives ud fra tidsforlængelse og længdeforkortelse. 
Tidsforlængelse og længde forkortelse har størst betydning ved store hastigheder nær lysets. Ved små hastigheder vil Lorentz-transformationen altså ligne Galilei-transformationen. 
Kort efter at have publiceret en artikel, der beskrev dette, udledte Einstein i en artikel den berømte formel E=mc²

## Den generelle relativitetsteori
Den generelle relativitetsteori blev publiceret i 1915 og er en teori om gravitation og bevægelser under indflydelse af acceleration.
Teorien erstattede Newtons klassiske beskrivelse og er central for kosmologien. Teorien postulerer at tilstedeværelsen af masse og energi krummer rumtiden, og at denne krumning påvirker alle elementarpartikler, herunder fotoner (f.eks. lys).